# Robert Hofstadter

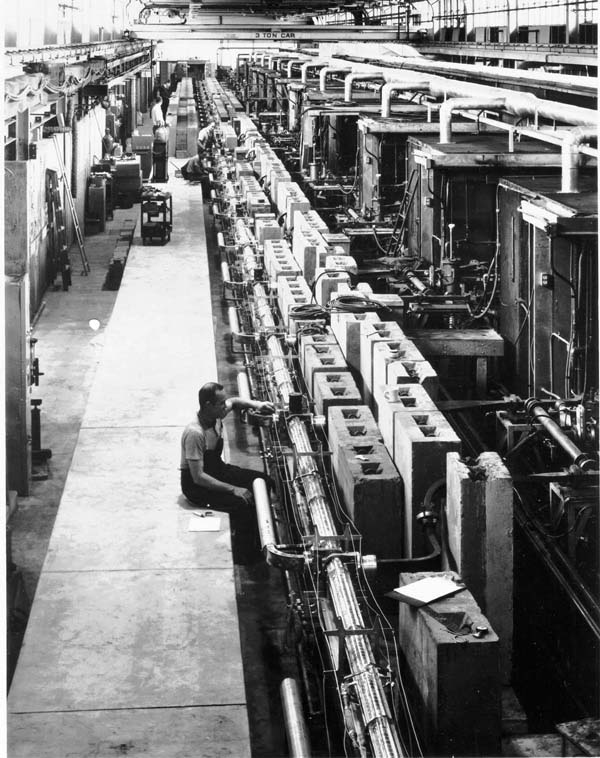
urychlovač Mark III, na němž Robert Hofstadter studoval strukturu nukleonů

Robert Hofstadter (5. února 1915 – 17. listopadu 1990) byl americký fyzik, nositel Nobelovy ceny za fyziku (1961 s R. L. Mössbauerem) za studium struktury nukleonů pomocí rozptylu elektronů na atomových jádrech. Hofstadter mj. ukázal, že ideální látkou pro scintilační detektory jsou krystaly jodidu sodného s příměsí thalia. Právě pomocí těchto detektorů studoval rozptyl částic při jaderných reakcích a tím zpřesnil elektrickou a magnetickou strukturu nukleonu.
Studoval na univerzitě v Princetonu. Od 1950 byl profesorem na Palo Alto.